# MP3 Surround

Ilustración de canales 5.1 de audio.

MP3 Surround es un tipo de archivo MP3 que admite canales 5.1 de audio.
Fue desarrollado por Fraunhofer IIS en colaboración con Agere Systems. El codificador actual tiene licencia de uso personal y no comercial. Un archivo MP3 surround puede ser creado  a partir de 5 o 6 canales de audio WAV.